# National Hockey League
National Hockey League (NHL, fransk: Ligue nationale de hockey (LNH)) er en nonprofit-forening, som driver en professionel ishockeyliga med 32 hold fordelt på 7 hold i Canada og 25 hold i USA. Organisationen har hovedkvarter i New York City og anses af mange for verdens stærkeste ishockeyliga og en af de store professionelle sportsligaer i USA og Canada. Hver sæson spiller holdene i ligaen om Stanley Cup, det ældste trofæ i professionel nordamerikansk sport, som bliver tildelt det hold, der vinder det sæsonafsluttende slutspil.
Ligaen blev grundlagt den 22. november 1917 i Montréal, Canada under første verdenskrig af fire hold, som meldte sig ud af National Hockey Association (NHA), som var blevet grundlagt i 1909. Ligaen startede som nævnt med fire hold, men efter en række af udvidelser, indskrænkninger og flytninger består den nu af 31 hold.
Efter en lockout, som medførte at hele 2004–05-sæsonen blev aflyst, genoptog ligaen driften den efterfølgende sæson efter indgåelsen af en ny overenskomst, som bl.a. indeholdt et lønloft. De allerbedste spillere har mulighed for at tjene op til 20 % af lønloftet, hvilket betyder at en spiller p.t. maksimalt kan tjene 11,36 millioner USD om året, mens minimumslønnen for nærværende ligger på 475.000 USD pr. sæson.
NHL tiltrækker mange dygtige spillere fra hele verden og har for tiden spillere fra omkring 20 forskellige lande. Historisk set har hovedparten af NHL-spillerne været canadiere, men over de sidste fire årtier er andelen af amerikanske og europæiske spillere steget, dels som følge af udvidelsen af NHL fra seks til 30 hold siden 1967, dels på grund af den stigende tilgængelighed af gode europæiske spillere, især fra de tidligere østbloklande.

## Hold
NHL startede i 1917 med fire hold. Sidenhen er en række hold kommet til, mens nogle er flyttet og endnu andre er lukket, sådan at ligaen nu består af i alt 30 hold. Af de nuværende hold i ligaen har kun Canadiens de Montréal og Toronto Maple Leafs været med fra starten i 1917.
Efter starten i 1917 kom flere hold til op igennem 1920'erne, således at ligaen bestod af 10 hold i sæsonen 1930–31. I 1930'erne og tidligt i 1940'erne gjorde depressionen og 2. verdenskrig det dog af med flere hold. 
I perioden fra 1942 til 1967 bestod ligaen kun af 6 hold der fik fællesbetegnelsen "Original Six". De 6 hold er Canadiens de Montréal, Toronto Maple Leafs, Boston Bruins, New York Rangers, Chicago Blackhawks og Detroit Red Wings. I 1967 kom startskuddet til en serie af udvidelser, da man på én gang fordoblede antallet af hold i ligaen til 12. De 6 nye hold var Philadelphia Flyers, St. Louis Blues, Minnesota North Stars (det nuværende Dallas Stars), Los Angeles Kings, Pittsburgh Penguins og Oakland Seals (der blev til Cleveland Barons og senere blev slået sammen med førnævnte Minnesota North Stars). Tre år senere, i 1970, kom også Vancouver Canucks og Buffalo Sabres med i NHL.
I 1972 fik den nystartede rivaliserende liga World Hockey Association (WHA) NHL til at reagere ved at udvide ligaen igen, denne gang med New York Islanders og Atlanta Flames (det nuværende Calgary Flames). To år senere, i 1974, kom yderligere to hold med: Washington Capitals og Kansas City Scouts (der senere blev til New Jersey Devils). NHL og WHA konkurrerede om spillere og fans, indtil WHA blev nedlagt i 1979. Fire af de tilbageværende WHA-hold kom i den forbindelse med i NHL: Hartford Whalers (det nuværende Carolina Hurricanes), Quebec Nordiques (nu Colorado Avalanche), Edmonton Oilers og Winnipeg Jets (det nuværende Arizona Coyotes).
Tidligt i 1990'erne kom den næste bølge af udvidelser. San Jose Sharks kom til i 1991 og året efter fulgte Ottawa Senators. I 1993 kom Florida Panthers og det Walt Disney-ejede Mighty Ducks of Anaheim med i ligaen. Sidst i 1990'erne kom yderligere 5 hold med i ligaen: Nashville Predators (1998), Atlanta Thrashers (1999), de 2 senest tilkomne hold Minnesota Wild og Columbus Blue Jackets i 2000; Vegas Golden Knights i 2017; Seattle Kraken i 2021 og Utah Mammoth i 2024.
Canadiens de Montréal er det mest vindende hold gennem tiderne med 24 Stanley Cup triumfer. Herefter følger Toronto Maple Leafs som har vundet Stanley Cuppen 13 gange, dog ligger deres seneste mesterskab tilbage i 1967. Detroit Red Wings med 11 mesterskaber er det mest condensé amerikanske hold i ligaen.
Ligaen er delt op i 2 'Conferencer' – en øst og en vest. Disse 2 conferencer er hver især delt op i 2 divisioner. Der er 16 hold i hver af de 2 conferencer og 8 hold i hver af de 4 divisioner. I løbet af grundspillet der strækker sig fra oktober til april spiller hvert hold 82 kampe. Derefter går de 8 bedste hold fra hver Conference videre til slutspillet hvor der spilles om det ældste trofæ i professionel sport, Stanley Cuppen.

### Eastern Conference
| Division     | Hold                  | By                         | Arena                                                           | Tilskuere     | I NHL fra | Titler |
| ------------ | --------------------- | -------------------------- | --------------------------------------------------------------- | ------------- | --------- | ------ |
| Metropolitan | Carolina Hurricanes   | Raleigh, North Carolina    | PNC Arena                                                       | 18.730        | 1979      | 1      |
| Metropolitan | Columbus Blue Jackets | Columbus, Ohio             | Nationwide Arena                                                | 18.500        | 2000      | 0      |
| Metropolitan | New Jersey Devils     | Newark, New Jersey         | Prudential Center                                               | 17.625        | 1974      | 3      |
| Metropolitan | New York Islanders    | Elmont, New York           | Nassau Veterans Memorial Coliseum (2018-19) UBS Arena (2021-22) | 15.975 19.000 | 1972      | 4      |
| Metropolitan | New York Rangers      | New York, New York         | Madison Square Garden                                           | 18.200        | 1926      | 4      |
| Metropolitan | Philadelphia Flyers   | Philadelphia, Pennsylvania | Wells Fargo Center                                              | 19.500        | 1967      | 2      |
| Metropolitan | Pittsburgh Penguins   | Pittsburgh, Pennsylvania   | PPG Paints Arena                                                | 18,387        | 1967      | 5      |
| Metropolitan | Washington Capitals   | Washington, D.C.           | Capital One Arena                                               | 19.700        | 1974      | 1      |
| Atlantic     | Boston Bruins         | Boston, Massachusetts      | TD Garden                                                       | 17.565        | 1924      | 5      |
| Atlantic     | Buffalo Sabres        | Buffalo, New York          | KeyBank Center                                                  | 18.690        | 1970      | 0      |
| Atlantic     | Detroit Red Wings     | Detroit, Michigan          | Little Caesars Arena                                            | 19.383 20.000 | 1926      | 11     |
| Atlantic     | Florida Panthers      | Sunrise, Florida           | Amerant Bank Arena                                              | 19.452        | 1993      | 2!     |
| Atlantic     | Canadiens de Montréal | Montréal, Québec           | Bell Centre                                                     | 21.273        | 1917      | 24     |
| Atlantic     | Ottawa Senators       | Ottawa, Ontario            | Canadian Tire Centre                                            | 20.004        | 1992      | 0      |
| Atlantic     | Tampa Bay Lightning   | Tampa, Florida             | Amalie Arena                                                    | 19.500        | 1992      | 3      |
| Atlantic     | Toronto Maple Leafs   | Toronto, Ontario           | Scotiabank Arena                                                | 18.800        | 1917      | 13     |

### Western Conference
| Division | Hold                 | By                          | Arena                    | Tilskuere | I NHL fra | Titler |
| -------- | -------------------- | --------------------------- | ------------------------ | --------- | --------- | ------ |
| Central  | Utah Mammoth         | Salt Lake City, Utah        | Delta Center             | 18.000    | 2024      | 0      |
| Central  | Chicago Blackhawks   | Chicago, Illinois           | United Center            | 20.500    | 1926      | 6      |
| Central  | Colorado Avalanche   | Denver, Colorado            | Ball Arena               | 18.007    | 1979      | 3      |
| Central  | Dallas Stars         | Dallas, Texas               | American Airlines Center | 18.500    | 1967      | 1      |
| Central  | Minnesota Wild       | St. Paul, Minnesota         | Xcel Energy Center       | 18.600    | 2000      | 0      |
| Central  | Nashville Predators  | Nashville, Tennessee        | Bridgestone Arena        | 17.113    | 1998      | 0      |
| Central  | St. Louis Blues      | Saint Louis, Missouri       | Enterprise Center        | 19.260    | 1967      | 1      |
| Central  | Winnipeg Jets        | Winnipeg, Manitoba          | Canada Life Centre       | 15.004    | 2011      | 0      |
| Pacific  | Anaheim Ducks        | Anaheim, Californien        | Honda Center             | 17.147    | 1993      | 1      |
| Pacific  | Calgary Flames       | Calgary, Alberta            | Scotiabank Saddledome    | 19.289    | 1972      | 1      |
| Pacific  | Edmonton Oilers      | Edmonton, Alberta           | Rogers Place             | 18.641    | 1979      | 5      |
| Pacific  | Los Angeles Kings    | Los Angeles, Californien    | Crypto.com Arena         | 18.500    | 1967      | 2      |
| Pacific  | San Jose Sharks      | San Jose, Californien       | SAP Center at San Jose   | 17.483    | 1991      | 0      |
| Pacific  | Seattle Kraken       | Seattle, Washington         | Climate Pledge Arena     | 19.000    | 2021      | 0      |
| Pacific  | Vancouver Canucks    | Vancouver, British Columbia | Rogers Arena             | 18.630    | 1970      | 0      |
| Pacific  | Vegas Golden Knights | Las Vegas, Nevada           | T-Mobile Arena           | 17.500    | 2017      | 1      |

### Tidligere hold
- Atlanta Flames (1972-1980; blev Calgary Flames)
- Atlanta Thrashers (1999-2012); blev Winnipeg Jets)
- California Seals (1967; blev Oakland Seals)

Oakland Seals (1967-1970; blev California Golden Seals)
California Golden Seals (1970-1974; blev Cleveland Barons)
Cleveland Barons (1976-1978; fusionerede med Minnesota North Stars)
- Detroit Cougars (1926-1930; blev Detroit Falcons)

Detroit Falcons (1930-1932; blev Detroit Red Wings)
- Quebec Bulldogs (1917-1920; blev Hamilton Tigers)

Hamilton Tigers (1920-1925; blev New York Americans)
New York Americans (1925-1941; blev Brooklyn Americans)
Brooklyn Americans (1941-1942)
- Hartford Whalers (1979-1997; blev Carolina Hurricanes)
- Kansas City Scouts (1974-1976; blev Colorado Rockies)

Colorado Rockies (1976-1982; blev New Jersey Devils)
- Minnesota North Stars (1967-1993; blev Dallas Stars)
- Montreal Maroons (1924-1938)
- Montreal Wanderers (1917-1918)
- Ottawa Senators (1917-1934; blev St. Louis Eagles)

St. Louis Eagles (1934-1935)
- Pittsburgh Pirates (1925-1930; blev Philadelphia Quakers)

Philadelphia Quakers (1930-1931)
- Quebec Nordiques (1979-1995; blev Colorado Avalanche)
- Toronto Arenas (1917-1919; blev Toronto St. Patricks)

Toronto St. Patricks (1919-1926; blev Toronto Maple Leafs)
- Winnipeg Jets (1979-1996; blev Arizona Coyotes)

## Trofæer og priser
- Art Ross Memorial Trophy – flest point under grundspillet
- Bill Masterton Memorial Trophy – udholdenhed, sportsånd og dedikation til sporten
- Calder Memorial Trophy – årets rookie (førsteårsspiller)
- Clarence S. Campbell Bowl –  vinder af Western Conference (Stanley Cup-finalist)
- Conn Smythe Memorial Trophy – mest værdifulde spiller under slutspillet
- Frank J. Selke Trophy – bedste defensive forward
- Hart Memorial Trophy – mest værdifulde spiller under grundspillet
- Jack Adams Award – bedste træner
- James Norris Memorial Trophy – bedste back
- King Clancy Memorial Trophy – lederskab og humanitære indsatser
- Lady Byng Memorial Trophy – sportsmanship kombineret med spil på højt niveau
- Lester B. Pearson Award – bedste spiller i grundspillet (kåret af spillerne selv)
- Lester Patrick Trophy – person som har bidraget til sportens fremme i USA
- Maurice 'Rocket' Richard Trophy – bedste målscorer under grundspillet
- NHL Plus/Minus Award – bedste plus/minus-statistik
- O'Brien Trophy – (uddelt fra 1910 – 1950) trofæ givet til ligavinder  o.a.
- Presidents' Trophy – bedste hold i grundspillet
- Prince of Wales Trophy – vinder af Eastern Conference (Stanley Cup-finalist)
- Roger Crozier Saving Grace Award – målmand med den bedste redningsprocent i grundspillet (min. 25 kampe)
- Stanley Cup – NHL-mester (vinder af slutspillet)
- Vezina Trophy – bedste målmand
- William M. Jennings Trophy – målmand/målmænd på det hold med færrest mål imod i grundspillet (min. 25 kampe)

## All-Star-kamp
Kamp mellem et to udvalgte hold af spillere fra Atlantic hhv. Metropolitan og Central hhv. Pacific. Ligaens fans stemmer online på spillere fra de to konferencer. Herved udtages en startformation som suppleres med spillere udtaget af den bedste træner fra hver af de to konferencer.

## Historie

### Lockout 2003–2004
Efter sæsonen 2003–04 blev spillerne lockoutet af klubejerne, som ønskede at begrænse lønudgifterne ved at indføre et lønloft. Dette førte til at hele sæsonen 2004-05 blev indstillet før de to parter enedes om at indføre et lønloft der reguleres fra år til år i forhold til ligaens samlede indtægter. I den første sæson efter lockouten lå lønloftet på 39 millioner 
USD. Lønloftet er dog steget kraftigt i de følgende sæsoner og vil for sæsonen 2009–10 ligge på 56,8 millioner USD, en stigning på 0,1 millioner dollars i forhold til sæsonen 2008–09. Dette medfører samtidig at en spiller maksimalt kan tjene 11,36 millioner USD om året. Desuden skal en klubs spillerlønninger mindst være på 40,8 millioner USD om året.[kilde mangler]

### Sæsonen 2008–09
Pittsburgh Penguins fik i sæsonen 2008-09 revanche for deres finalenederlag til Detroit Red Wings i 2008, da man slog Detroit med 4-3 i kampe i Stanley Cup-finalen i 2009.

## Danskere i NHL
Den 6. januar 2007 blev Frans Nielsen den første dansker der spillede i NHL. Han debuterede for New York Islanders i en kamp mod Carolina Hurricanes. Den 13. april 2007 blev Jannik Hansen den anden dansker i NHL og den første i en slutspilskamp, da han debuterede for Vancouver Canucks i en kamp mod Dallas Stars. Lars Eller blev den første danske vinder af Stanley Cup, da han i 2018 sammen med Washington Capitals vandt slutspillet. Og Eller scorede endda det afgørende mål i slutspillets sidste kamp.
Følgende danske spillere er blevet draftet, hvilket dog langtfra er nogen garanti for at man kommer til at spille i NHL (statistikken er beregnet ud fra hvad den enkelte spiller har opnået i hele deres NHL-karrierer indtil videre):
| Spiller                                                                 | Draftet af            | År   | Runde | Nr. | Kampe | Mål | Ass. | Point |
| ----------------------------------------------------------------------- | --------------------- | ---- | ----- | --- | ----- | --- | ---- | ----- |
| Heinz Ehlers                                                            | New York Rangers      | 1984 | 9.    | 188 | -     | -   | -    | -     |
| Søren True                                                              | New York Rangers      | 1986 | 12.   | 240 | -     | -   | -    | -     |
| Jesper Duus                                                             | Edmonton Oilers       | 1987 | 12.   | 241 | -     | -   | -    | -     |
| Kim Staal                                                               | Canadiens de Montréal | 1996 | 4.    | 92  | -     | -   | -    | -     |
| Frans Nielsen                                                           | New York Islanders    | 2002 | 3.    | 87  | 925   | 167 | 306  | 473   |
| Peter Regin                                                             | Ottawa Senators       | 2004 | 3.    | 87  | 243   | 23  | 44   | 67    |
| Jannik Hansen                                                           | Vancouver Canucks     | 2004 | 9.    | 287 | 626   | 109 | 147  | 256   |
| Morten Madsen                                                           | Minnesota Wild        | 2005 | 4.    | 122 | -     | -   | -    | -     |
| Kirill Starkov                                                          | Columbus Blue Jackets | 2005 | 6.    | 189 | -     | -   | -    | -     |
| Lars Eller                                                              | St. Louis Blues       | 2007 | 1.    | 13  | 1000  | 172 | 214  | 386   |
| Mikkel Bødker                                                           | Phoenix Coyotes       | 2008 | 1.    | 8   | 709   | 118 | 209  | 327   |
| Philip Larsen                                                           | Dallas Stars          | 2008 | 5.    | 149 | 151   | 9   | 28   | 37    |
| Oliver Lauridsen                                                        | Philadelphia Flyers   | 2009 | 7.    | 196 | 16    | 2   | 1    | 3     |
| Frederik Andersen                                                       | Carolina Hurricanes   | 2010 | 7.    | 187 | 485   | 0   | 14   | 14    |
| Frederik Andersen                                                       | Anaheim Ducks         | 2012 | 3.    | 87  | 485   | 0   | 14   | 14    |
| Nicklas Jensen                                                          | Vancouver Canucks     | 2011 | 1.    | 29  | 31    | 3   | 3    | 6     |
| Thomas Spelling                                                         | New York Rangers      | 2012 | 5.    | 142 | -     | -   | -    | -     |
| Oliver Bjorkstrand                                                      | Columbus Blue Jackets | 2013 | 3.    | 89  | 511   | 144 | 173  | 317   |
| Nikolaj Ehlers                                                          | Winnipeg Jets         | 2014 | 1.    | 9   | 570   | 192 | 239  | 431   |
| Mathias From                                                            | Chicago Blackhawks    | 2016 | 5.    | 143 | -     | -   | -    | -     |
| Nikolaj Krag Christensen                                                | St. Louis Blues       | 2016 | 7.    | 209 | -     | -   | -    | -     |
| Joachim Blichfeld                                                       | San Jose Sharks       | 2016 | 7.    | 210 | 8     | 1   | -    | 1     |
| Jonas Røndbjerg                                                         | Vegas Golden Knights  | 2017 | 3.    | 65  | 57    | 3   | 7    | 10    |
| Malte Setkov                                                            | Detroit Red Wings     | 2017 | 4.    | 100 | -     | -   | -    | -     |
| Mads Søgaard                                                            | Ottawa Senators       | 2019 | 2.    | 37  | 23    | -   | 1    | 1     |
| Frederik Dichow                                                         | Montreal Canadiens    | 2019 | 5.    | 138 | -     | -   | -    | -     |
| Oscar Fisker Mølgaard                                                   | Seattle Kraken        | 2023 | 2.    | 52  | -     | -   | -    | -     |
| Opdateret pr. 28. januar 2024. Kilde: Quant Hockey - Danish NHL Players |                       |      |       |     |       |     |      |       |

Danskfødte Poul Popiel har ganske vist spillet 224 kampe i NHL mellem 1965 og 1980 for Boston Bruins, Los Angeles Kings, Detroit Red Wings, Vancouver Canucks og Edmonton Oilers. Ifølge NHL's officielle rekordbøger regnes han som den hidtil eneste dansker i NHL indtil Frans Nielsens debut, men da Popiel allerede som dreng flyttede til Canada, og ikke længere var dansk statsborger da han spillede i NHL, regnes han i Danmark ikke som et produkt af dansk ishockey og derfor heller ikke som dansker i denne sammenhæng.